# Жеродо
Жеродо (фр. Géraudot) насеље је и општина у североисточној Француској у региону Шампањ-Арден, у департману Об која припада префектури Троа.
По подацима из 2011. године у општини је живело 304 становника, а густина насељености је износила 18,16 становника/km². Општина се простире на површини од 16,74 km². Налази се на средњој надморској висини од 146 метара.

## Демографија
| 1962. | 1968. | 1975. | 1982. | 1990. | 1999. | 2011. |
| ----- | ----- | ----- | ----- | ----- | ----- | ----- |
| 228   | 246   | 239   | 255   | 274   | 291   | 304   |

График промене броја становника у току последњих година